# 亮麗尖鼻魨
亮麗尖鼻魨（学名：Canthigaster epilampra），又名亮麗扁背魨、尖嘴規、規仔，为輻鰭魚綱魨形目四齒魨亞目四齒魨科扁背魨屬下的一个种，為熱帶海水魚，分布於印度太平洋區，從聖誕島至社會群島，北起日本琉球群島，南迄東加海域，體長可達12公分，棲息在海外礁坡，以軟體動物、棘皮動物、藻類等為食，生活習性不明。